# دریاچه زیتون بهارستان
این دریاچه مصنوعی با هدف ایجاد فضای سبز و تفریحی در منطقه بهارستان در سال ۱۳۷۹ شروع به ساخت شد و این دریاچه دارای مساحت ۱۰ هکتار و عمق ۳ متر است و آب آن از رودخانه زاینده رود تأمین می شود.
این دریاچه با استفاده از سیستم های تصفیه آ مانند فضای سبز، آلاچیق، میز و صندلی، .مجسمه، مسیر پیاده روی، میدان ورزشی، میدان بازی کودکان، مرکز فرهنگی و هنری، سالن نمایشگاه، کافی شاپ و رستوران است.
این پارک با مساحت ۱۵ هکتار یکی از بزرگترین پارک های شهری اصفهان است. 

## جزئیات دریاچه
دریاچه زیتون و پارک کوهستانی بهارستان علاوه بر ارائه خدمات تفریحی، محیط زیستی مناسبی را برای حفظ و توسعه گونه های گیاهی و جانوری منطقه حفاظت شده کلاه قاضی فراهم می کنند.
این پارک دارای فضای سبز، آلاچیق، میز و صندلی، آبنما، مجسمه، مسیر پیاده روی، میدان ورزشی، میدان بازی کودکان، مرکز فرهنگی و هنری، سالن نمایشگاه، کافی شاپ و رستوران است.
این منطقه حفاظت شده با مساحت ۱۰۰۰ هکتار در دامنه کوه های جنوبی  که دارای تنوع زیستی بالایی است.
در این منطقه، گونه های گیاهی مانند ارغوان، اسپند، آویشن، گل محمدی، گل سرخ، گل آفتابگردان، گل نیلوفر و گل زنبق وجود دارند. همچنین گونه های جانوری مانند گرگ، روباه، گوزن، موش صحرایی، خرگوش، مار، عقرب، مگس، پروانه، زنبور، ،عقاب، شاهین، بومی، جغد و بلبل در این منطقه زندگی می کنند.

## تاریخچه
سازنده دریاچه زیتون اصفهان بهارستان شرکت عمران بهارستان بوده است.
این شرکت یک شرکت خصوصی است که در سال ۱۳۷۱ تأسیس شده و در زمینه های مختلفی مانند ساخت و ساز، آب و فاضلاب، برق و گاز، حمل و نقل و تفریح و گردشگری فعالیت می کند. این شرکت با همکاری شهرداری شهر بهارستان و شورای شهر بهارستان، طرح اصلی شهر جدید بهارستان را در سال ۱۳۷۲ تهیه و تدوین کرد و در سال ۱۳۷۶ شروع به ساخت شهر کرد. دریاچه مصنوعی زیتون یکی از پروژه های این شرکت در راستای ایجاد فضای سبز و تفریحی در شهر بهارستان بود که در سال ۱۳۷۹ آغاز و در سال ۱۳۸۱ به بهره برداری رسید. این دریاچه با هزینه ای بالغ بر ۱۰ میلیارد ریال ساخته شد و با استفاده از تکنولوژی های نوین در زمینه تصفیه آب و هوازی، آب آن را تمیز و شفاف نگه داشته است.
این پارک در سال ۱۳۸۱ توسط شرکت عمران بهارستان افتتاح شد و از آن زمان تا کنون مورد استقبال مردم و گردشگران قرار گرفته است. این پارک با داشتن مناظر زیبا و آرامش بخش، محلی مناسب برای گذراندن اوقات فراغت و تفریح است. این پارک همچنین میزبان برنامه های فرهنگی و هنری مختلفی مانند نمایشگاه ها، کنسرت ها، جشن ها است.این پارک در سال ۱۳۸۱ توسط شرکت عمران بهارستان افتتاح شد و از آن زمان تا کنون مورد استقبال مردم و گردشگران قرار گرفته است. این پارک با داشتن مناظر زیبا و آرامش بخش، محلی مناسب برای گذراندن اوقات فراغت و تفریح است. این پارک همچنین میزبان برنامه های فرهنگی و هنری مختلفی مانند نمایشگاه ها، کنسرت ها، جشن ها است.منابع

## منبع
https://copilot.microsoft.com/